# ハンナ・ウィトール・スミス
ハンナ・テイタム・ウィトール・スミス（英語: Hannah Tatum Whitall Smith、1832年2月7日 - 1911年5月1日）とは、アメリカ合衆国に生まれ、アメリカ・イギリスで活動したクエーカー、福音主義者、作家、在俗説教家の女性。アメリカのホーリネス運動、イギリスのホーリネス運動とも言えるハイヤーライフ運動に大きな影響を与え直接運動にも参加した。また、アメリカで女性参政権運動、禁酒法運動で活動した。

## 生涯

### 幼少期
1832年2月7日にフィラデルフィアで生まれた。ニュージャージー州で名声と影響力を持つ古いクエーカーの家系だった。父親はジョン・M・ウィトール、母親はメアリー・テイタム・ウィトールだった。初期のアメリカで活躍した著名なクエーカーの女性アン・クーパー・ウィトールは祖先にあたる。

### キャリア
1851年11月5日、ハンナはロバート・ピアソル・スミスと結婚した。ロバート・ピアソル・スミスもまた、地域で長く続いている有名なクエーカーの家系の人物だった。スミス夫妻はペンシルベニア州ジャーマンタウンに移住した。夫妻はそこで1858年に改宗し、クエーカーと距離を置くようになったが、スミス夫人はクエーカーの教義の多くを信じ続けており、クエーカーとしての育ちや信仰の実践を誇りにしていた。その後夫妻はプリマス・ブレザレンに、続いてメソジスト復興運動から多大な影響を受けた。そしてウェスレー派の聖化に関する教理からの影響に基づき、さらにクエーカーの教義やスピリチュアリズムからの影響をも併せてケズィック神学を体系化し普及させた。また1858年に The Higher Christian Life を著したウィリアム・ボードマンの影響も受けたと見られる。
1864年から1868年まではニュージャージー州ミルヴィルに在住した。夫ロバートはハンナの父親の事業であるウィトール・テイタム・カンパニーのガラス工場を管理していた。

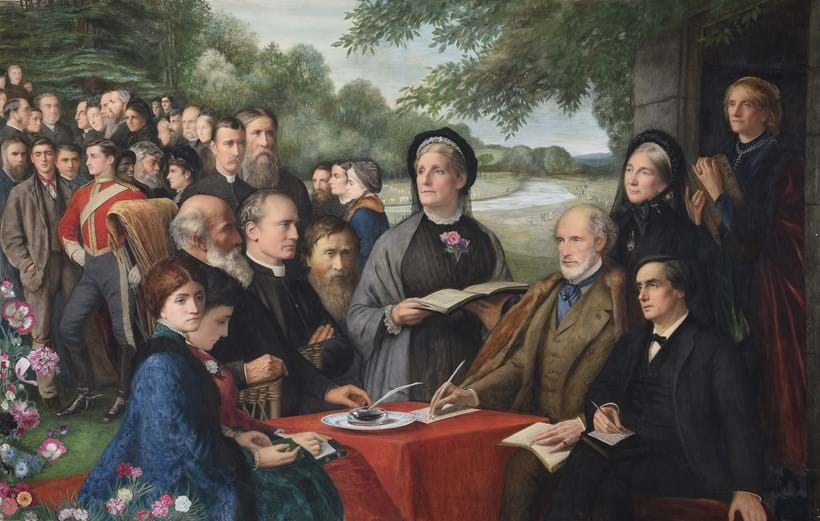
クリフォードが描いた絵

ウィリアム・ボードマンは夫妻をホーリネス運動の講演者に育て上げたとみられる。夫妻は1873年から1874年にかけて、オックスフォードなどイングランドの様々な場所で「より高い人生」や「聖性」というテーマについて講演を行った。その最初は心霊主義者のマウント・テンプル男爵夫妻が主催したブロードランズ会議で行われた運動創立の集会だった。エドワード・クリフォードが依頼されて描いたブロードランズ会議の絵において、ハンナは中心に描かれている。このころロバートは不貞行為を行っており、そのためか絵の中のハンナは「神に信頼を置くことはできても、男に信頼を置くことはできない」という文章を読んでいる。ハンナの背後に描かれている小さな白い人影は、スピリチュアリティの力によって接触することができた魂を表していると考えられている。
ハンナはホーリネス運動のみでしか活動していなかったわけではない。1874年、ハンナは女性キリスト教徒禁酒組合（以降WCTUと略す）の設立に協力した。同年、スミス夫妻は出来て間もないドイツ帝国とスイスを訪れ、いくつかの主要都市で演説を行った。1875年、彼らはイギリスに戻り、ブライトンで集会を開催したが、ロバートの性的スキャンダルが原因で、彼らのイギリス訪問は突然中止された。ロバート・スミスの不倫は止まず、ハンナが当時支配的だった家父長制に反する女性の役割に関する強硬なフェミニズム思想を提唱したこともあり、夫妻の結婚生活は深刻な緊張状態に陥った。そんな中でもハンナはWCTU伝道部の全国総監を務め、世界中に活動家同士のネットワークを形成した。この頃には、ハンナのWCTUでの活動や、著書 The Christian's Secret of a Happy Life（1875年）は国際的によく知られるようになっていた。ニュージーランドに滞在していたWCTUの宣教師メアリー・グリーンリーフ・クレメント・レヴィットは、1885年8月、ハンナ・ウィトール・スミスに宛てて書いた手紙の中で
オークランドで聖公会のヒル師という宣教師に出会いました。気高き神のしもべで、当地ではいつも私を助けてくれた方なのですが、信仰者として今あるのは、神の導きの元、全てあなたのおかげだと言っておられました。多くの家庭の本棚にあなたの著作がありましたし、イギリスであなたの集会に参加した人々とも何人かお会いしました。
と書いている。
娘のメアリーがイギリスの法廷弁護士フランク・コステロと結婚したため、1888年、スミス一家はイギリスに移住した。二人はやがて離婚し、メアリーは評論家のバーナード・ベレンソンと再婚した。次女のアリーズが哲学者のバートランド・ラッセルと出会い、結婚したのもイギリスだった。三女ローガン・ピアソル・スミスは随筆家・評論家となった。
ハンナ・ウィトール・スミスには7人の子供がいたが、成人まで生き延びたのはメアリー、アリーズ・ピアソル、ローガン・ピアソルの3人だけであった。姪のマーサ・キャリー・トーマスは、アメリカ初の女性大学学長であり、サフラジェット活動家であった。
ハンナ・ウィトール・スミスは1911年5月1日に死去した。

## 著作と影響
ハンナ・ウィトール・スミスの著書 The Christian's Secret of a Happy Life（1875年）はキリスト教神秘主義や実践的ホーリネス神学について書かれており、後年まで広く読まれている。1903年に霊的な自伝 The Unselfishness of God And How I Discovered It を書いた。この本の多くの版では、彼女がどのようにして普遍主義者になったかについて書かれた3章が削除されている。他には、1911年に亡くなる5年前の1906年に The God of All Comfort を著している。

## 備考
リチャード・J・フォスターはハンナの著書についてこう述べている。
| ｢1875年に執筆された The Christian's Secret of a Happy Life [→幸せな人生を得るためのキリスト者の秘密] のタイトルはこの洞察に富んだ本の奥深さをほとんど示唆できていない。「成功する生き方への4つの簡単なステップ」というような浅薄な内容ではない。著者は、神の中に隠されている満ち足りた豊かな人生の形を入念に定義している。そして、この道を歩むための困難を丁寧に明らかにし、神にすべてを委ねる人生が何をもたらすかを最後に描き出す。クリスチャンが幸せな人生を送るための秘訣は何なのか。それは、"服従の喜び "と題された章に最もよく要約されている。喜びはキリストへの服従を通してもたらされ、喜びはキリストへの服従の結果としてもたらされる。服従がなければ、喜びは空虚で、人工的なものにすぎない｣ |
| —リチャード・J・フォスター著 『Celebration of discipline』p.192 |